# La maldición de la blonda
La maldición de la blonda é uma telenovela mexicana, produzida pela Televisa e exibida em 1971 pelo El Canal de las Estrellas.

## Elenco
- Gloria Marín
- Nadia Milton
- Carlos Piñar
- Dunia Saldívar